# Дельзах
Дельзах (нім. Dölsach) — містечко й громада округу Лієнц в землі Тіроль, Австрія.
Дельзах лежить на висоті  731 над рівнем моря і займає площу  24,16 км². Громада налічує 2274 мешканців. 
Густота населення 94/км².  
Округ Лієнц, до якого належить Дельзах, називається також Східним Тіролем. Від основної частини землі, 
Західного Тіролю, його відділяє смуга Південного Тіролю, що належить Італії. 
На території громади знаходяться руїни колишнього римського поселення Агунтум.
|                                  |
| Дельзах на мапі округу та землі. |

 Адреса управління громади: Dölsach 5, 9991 Dölsach. 

## Демографія
Історична динаміка населення міста за даними сайту Statistik Austria

## Виноски
1. ↑  Dauersiedlungsraum der Gemeinden Politischen Bezirke und Bundesländer - Gebietsstand 1.1.2018 — Статистичне управління Австрії.
2. ↑  https://www.statistik.at/blickgem/blick1/g70707.pdf
3. ↑  www.doelsach.at. Архів оригіналу за 6 травня 2021. Процитовано 9 серпня 2021.
4. ↑  Gemeindedaten von Dölsach. Архів оригіналу за 27 квітня 2021. Процитовано 6 липня 2013.